# Kometa Lexella
Kometa Lexella (również D/1770 L1 (Lexell)) – kometa, która była widoczna gołym okiem w 1770 roku, lecz została zgubiona przez obserwatorów po jej przejściu przez peryhelium i oddaleniu się od Słońca.
Kometa ta została odkryta 14 czerwca 1770 roku przez Charles’a Messiera, lecz jej orbitę obliczył Anders Johan Lexell. 1 lipca kometa minęła Ziemię w odległości 0,0151 au, co do tej pory jest najbliższym dobrze udokumentowanym przejściem komety obok Ziemi.